# San Pedro (Los Angeles)
San Pedro lučki je distrikt grada Los Angelesa u Kaliforniji, od 1909. godine. San Pedro ima oko 86.000 stanovnika i predstavlja dom uglavnom srednje klase. Klima je blaga, mediteranska. Glavni gospodarski oslonci su ribarska industrija i luka. Luka u San Pedru, je po prometu najveća kontejnerska luka u Sjevernoj Americi. 
U San Pedru žive hrvatski iseljenici i njihovi potomci (naročito s otoka Hvara, Brača, Visa, Korčule i Dugog otoka), nekoć poznati ribari; hrvatski kulturni centar (Croatian Cultural Center of Greater Los Angeles).

## Vanjske poveznice
- Službena internetska stranica San Pedra